# Montopoli in Val d'Arno
Montopoli in Val d'Arno é uma comuna italiana da região da Toscana, província de Pisa, com cerca de 9.648 habitantes. Estende-se por uma área de 29 km², tendo uma densidade populacional de 333 hab/km². Faz fronteira com Castelfranco di Sotto, Palaia, Pontedera, San Miniato, Santa Maria a Monte.

## Demografia
| Variação demográfica do município entre 1861 e 2011                               |
|                                                                                   |
| Fonte: Istituto Nazionale di Statistica (ISTAT) - Elaboração gráfica da Wikipedia |